# Tombácz-sziget
Sziget a Lakiteleki-Holt-Tisza északi medrében. Hossza 353 méter, legnagyobb szélessége 38 méter. 
A Tisza középszakaszát a szabályozások előtt lefűződő meanderekkel, erekkel, fokokkal és szigetekkel tagolt vízrendszer jellemezte. A Tombácz-sziget egyike a Tisza kanyarulat belső ívén elhelyezkedő, relatíve magasabb övzátony felszínekből kialakult szigettípusoknak, amelynek jelenlegi állapotára azonban már inkább a kisebb mederközepi szigettípus jellemző, amelyet a szabályozási munkálatok miatt megváltozott hidrológiai viszonyok alakítottak ki. A Lakiteleki-Holt-Tisza kapcsolata a Tisza folyóval élő maradt, így árvizes időszakokban a morotva medre átöblítésre kerül, amely során a sziget formálódása napjainkban is tart, a sziget külső íve menti mederrész erőteljes feltöltődés jeleit mutatja, amely révén idővel a sziget a part részévé válva szigetjellegét veszíti. A mederanyag áthalmozódása pulzáló jelleget mutat, vagyis kisvíztől nagyvízig akkumuláció, míg nagyvíztől kisvízig erózió a jellemző.
A Tombácz-sziget, mint fluviális forma a középszakasz jellegű alluviális folyók formavilágához tartozik. Még a folyószabályozást megelőző időszakban keletkezett. Geográfiailag a sziget a meder makroformái közé tartozik a zátony mellett, amely már átmenetet képez a meder széli makroformák irányába. Utóbbihoz sorolható  a lecsapoló meder fluviális forma is. Az ártéri makroformák közé tartozik a holtág és a homokfolt is. A sziget alakját tekintve elnyújtott; felszínén vegetáció található, mely stabilizálja és elősegíti az épülését (Brierley és Fryirs 2005). A szigeteket minden oldalról vízfolyás határolja, felszínük a középvíz szintje felett helyezkedik el (Osterkamp 1998). A szigetek az alföldi szakaszokon főleg a kiszélesedett mederszakaszokban (nóduszokban) alakulnak ki, amikor lecsökken a víz sebessége, de szigetet képezhet az ártérből a meanderező folyó által kivágott térszín is (Goudie 2004). A folyami szigetek felépítésében a laterális és a vertikális akkréció is fontos szerepet tölt be. A sziget felépítése hasonló a hosszanti-, illetve keresztzátonyokéhoz, viszont a felső részen horizontálisan rétegzett finom homok, iszap és agyag rétegek találhatóak (Einsele 1992), mely nem jellemzi a zátonyokat.